# Savaric di Vergy
Savaric Savaric in francese, Savari in catalano e Severicus in latino (verso la metà dell'XI secolo – dopo il 1120) è stato Conte di Chalon, dal 1097 al 1114 e signore di Vergy, dal 1078 circa alla morte.

## Origine
Secondo gli Annales de Bourgogne discendeva dai signori di Châtel-Censoir, mentre secondo la Histoire genealogique de la maison de Vergy. Volume 1 Savaric era figlio del signori di Vergy, Roberto.

## Biografia
Nel 1078, alla morte del padre Roberto, Savaric gli succedette nella Signoria di Vergy.
Secondo la Histoire de Chalon-sur-Saône, il conte di Chalon, Ugo II morì nel 1075, e fu sepolto nel prieuré de Paray-le-Monial, ordre de Saint-Benoît, mentre secondo altre fonti Ugo II, nel 1078, si recò nella penisola iberica, al seguito del duca di Borgogna, Ugo I, per combattere i Mori, dove, nell'anno successivo, morì.
Dato che Ugo II era morto senza lasciare discendenza, la contea fu richiesta da diversi pretendenti, ed in attesa di una decisione, nel 1078 la reggenza fu assunta dalla sorella di Ugo II, Adelaide di Chalon.

Nel 1080, la contea venne divisa tra due pretendenti: un nipote di Ugo II, il figlio di Adelaide di Chalon, Guido di Thiers, e un cugino di Ugo II e di Adelaide, Goffredo di Donzy, che ebbero entrambi il titolo di conte di Chalon.
Nel 1096, Goffredo di Donzy, per partire, al seguito di Goffredo di Buglione per la prima crociata vendette la sua parte di contea a Savaric di Vergy, che era lo zio di Goffredo: infatti, secondo il Recueil des chartes de l'abbaye de Cluny. Tome 4, Goffredo era figlio del signore di Donzy, Hewrve e della moglie, una discendente dei Vergy, sorella di Savaric di Vergy, come viene confermato dal documento n° XIII delle Preuves della Gallia christiana, in provincias ecclesiasticas distributa, Volume 4, che inoltre conferma che nel 1096, Goffredo volendo prendere parte alla prima crociata e partire per Gerusalemme, vendette la sua parte di contea a suo zio, Savaric di Vergy, che governò la contea assieme a Guido di Thiers.

Il documento n°XIII delle Preuves della Gallia christiana, in provincias ecclesiasticas distributa, Volume 4, ricorda inoltre che Savaric, non disponendo dell'intera somma che avrebbe dovuto versare a Goffredo, ricorse al vescovo di Chalon, che in cambio poté usufruire del titolo di conte di Chalon.
Un documento delle Preuves de l'Histoire généalogique de la maison de Vergy, datato 1098, cita Savaric conte di Chalon (Severicus de Verziaco dominus Cabilonensis comes) in un atto di compravendita in cui sono citati la moglie, Elisabetta e i figli Simone e Aiglantina (uxor eius Elisabeth, et Symon filius suus et filia Ayglentina).
Nel febbraio 1106, ancora secondo un documento delle Preuves de l'Histoire généalogique de la maison de Vergy, Saveric (Savaricus Verziacensis) sottoscrisse un documento del duca di Borgogna, Ugo II il Pacifico.
Verso il 1113, anche Guido di Thiers parti per la terra santa, dove morì, coprendosi di gloria.

A Guido, nella sua porzione di contea, succedette il figlio Guglielmo, come Guglielmo I, che in accordo con Saveric fondarono l'Abbazia di La Ferté; la fondazione dell'abbazia è confermata anche dal documento de L'illustre Orbandale, ou L'histoire ancienne et moderne de la ville et cité de Chalon-sur-Saône. Tome 2.
Poco tempo dopo, Saveric vendette la sua parte di contea al duca di Borgogna, Ugo II il Pacifico, per cui Guglielmo I rimase unico conte di Chalon.
Savaric compare citato ancora in un documento delle Preuves de l'Histoire généalogique de la maison de Vergy, datato 1120 circa, in cui la moglie, Elisabetta (Elisabet de Virziaco castro) fa una donazione con l'approvazione di Savaric e dei figli Simone ed Herve (viri sui domni Saverini comitis et filiorum suorum Simonis et Arvei).
Non si conosce l'anno esatto della morte di Savaric, ma si presume che sia avvenuta poco dopo quest'ultimo documento.

## Matrimonio e discendenza
Savaric aveva sposato Elisabetta, che viene citata in diversi documenti.

Savaric dalla moglie, Elisabetta, aveva avuto sei figli:
- Simone
- Aiglantina
- Herve
- Arnolfo
- Rodolfo
- Grival

### Fonti primarie
- (LA)  Recueil des Chartes de Cluny, tomus 4.
- (LA)  (FR)  L'illustre Orbandale, ou L'histoire ancienne et moderne de la ville et cité de Chalon-sur-Saône. Tome 2.
- (LA)  (FR)  Preuves de l'Histoire généalogique de la maison de Vergy.
- (LA)  Gallia christiana, in provincias ecclesiasticas distributa; Volume 4
- (FR)  Annales de Bourgogne.

### Letteratura storiografica
- René Poupardin, I regni carolingi (840-918), in «Storia del mondo medievale», vol. II, 1979, pp. 583–635
- Louis Halphen, Il regno di Borgogna, in «Storia del mondo medievale», vol. II, 1979, pp. 807–821
- (FR)  Histoire de Chalon-sur-Saône.
- (FR)  Histoire de Chalon-sur-Saône du VIIIème au XIIIème.
- (FR)  André Duchesne, Histoire généalogique de la maison de Vergy.